# France Aviation civile services

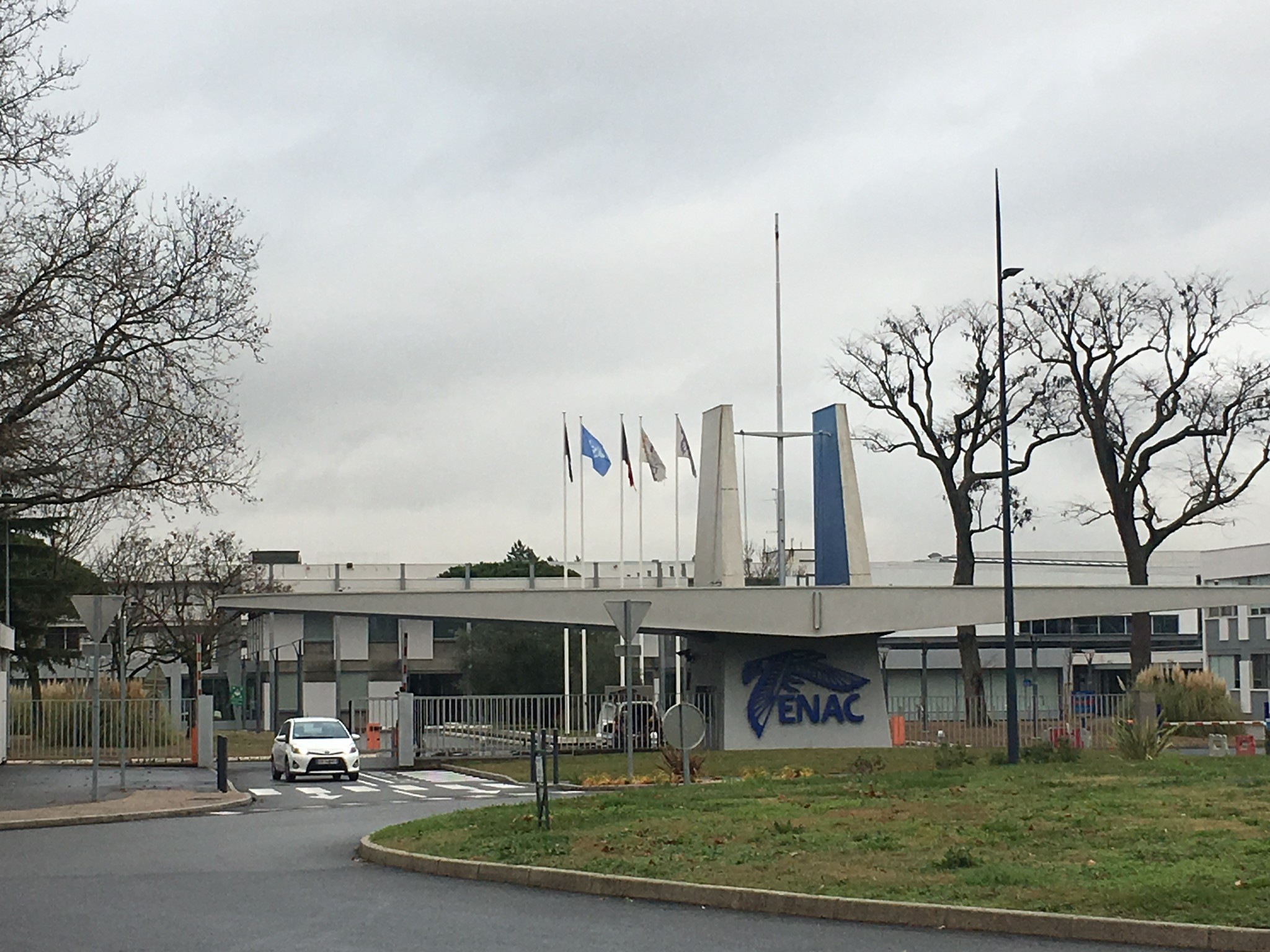
Las instalaciones de FRACS se encuentran dentro de las de ENAC en Toulouse

France Aviation Civile Services (FRACS), anteriormente DSNA Services, es un grupo de interés económico creado por la DGAC y ENAC en 2013. Ofrece a los clientes internacionales la experiencia de la aviación civil francesa en áreas relacionadas con la regulación, la vigilancia de la seguridad y la navegación aérea.
Su presidente es Farid Zizi, expresidente de la Comisión de navegación aérea de la OACI.